# Operbus
 (décembre 2016).
Si vous disposez d'ouvrages ou d'articles de référence ou si vous connaissez des sites web de qualité traitant du thème abordé ici, merci de compléter l'article en donnant les références utiles à sa vérifiabilité et en les liant à la section « Notes et références ».
Operbus S.A. de C.V. est une entreprise mexicaine de production d’autobus fondée en 2005. Operbus est le principal fabricant de bus du Mexique.